# Sigillo segreto
Sigillo segreto (This Is My Affair) è un film del 1937 diretto da William A. Seiter.
È un film poliziesco a sfondo drammatico statunitense con Robert Taylor, Barbara Stanwyck e Victor McLaglen.

## Trama
Svariate rapine a banche vengono compiute nel 1901 nel  Midwest americano, al punto che il presidente William McKinley – anche in seguito alle reiterate rimostranze del suo consulente per gli affari bancari Henry Maxwell – decide di affidare ad una persona totalmente insospettabile le indagini sul fatto: il tenente della marina Richard L. Perry. Le rapine paiono essere state eseguite da una medesima banda di criminali, che si è dimostrata al corrente non solo della disposizione dei sistemi d'allarme nelle varie banche, ma addirittura delle combinazioni delle casseforti: è evidente quindi che qualche infiltrato, negli alti livelli, informa ed è complice dei malviventi. Perry deve agire, dice il presidente, completamente in incognito, e le uniche comunicazioni che il tenente potrà tenere con la Casa Bianca dovranno essere sotto forma di lettera indirizzata al presidente, e contrassegnata sulla busta con un segno di riconoscimento segreto.
Perry, sotto lo pseudonimo di Joe Patrick, si trova ad operare presso un café-concert/casinò di Saint Paul, nel Minnesota, gestito da tale Batiste Duryea, che si rivela essere il capo della banda di rapinatori. Quando fra Perry/Joe Patrick e Lil Duryea, la sorella di Batiste, si instaura una relazione amorosa, Perry/Patrick si ritrova ad essere soggetto della gelosia di Jock Ramsey, il braccio destro di Batiste, che si immagina (senza peraltro alcuna conferma) di essere il fidanzato di Lil.
A mezzo di alcuni astuti espedienti Joe Patrick si finge un malvivente ed accetta di entrare a far parte della banda di Batiste: insieme a quest'ultimo e a Jock egli prende parte ad una rapina alla banca nazionale di Baltimora, nel corso della quale, in seguito ad una sparatoria, Batiste ed un poliziotto rimangono uccisi. Joe Patrick e Jock Ramsey, dopo il processo, vengono condannati a morte. Durante la permanenza in prigione, Joe riesce a far confessare a Jock il nome del "pezzo grosso" che aveva fornito alla banda le indicazioni necessarie: è nientedimeno che Henry Maxwell. A John/Richard Perry non manca che indirizzare una lettera, munita del sigillo segreto, al presidente. 
Il problema è che il presidente McKinley è stato assassinato: nessuno può ora provare che John/Richard è un agente investigativo, ed è quindi votato al patibolo. Solo Lil Duryea, alla quale, alla fine – durante una visita al carcere – egli aveva confessato tutto, riesce a raggiungere il nuovo presidente Theodore Roosevelt il quale, cercando fra le carte del suo predecessore, è alla fine in grado di avvalorare l'ipotesi offertagli dalla donna, e fa in tempo a bloccare l'esecuzione di Joe/Richard Perry (ma non quella di Jock Ramsey, avvenuta pochi minuti prima).     

## Produzione
Il film, diretto da William A. Seiter su una sceneggiatura e un soggetto di Allen Rivkin e Lamar Trotti, fu prodotto da Kenneth Macgowan, come produttore associato, per la Twentieth Century Fox e girato nei 20th Century Fox Studios a Century City, Los Angeles, California, dall'8 febbraio al 27 marzo 1937. Tra i titoli di lavorazione  Living Dangerously e The McKinley Case.

## Distribuzione
Il film fu distribuito con il titolo This Is My Affair negli Stati Uniti dal 28 maggio 1937 al cinema dalla Twentieth Century Fox.
Altre distribuzioni:
- in Francia l'8 settembre 1937 (Sa dernière chance)
- nei Paesi Bassi il 10 settembre 1937 (De man die een ander was)
- in Finlandia il 12 settembre 1937 (Salainen tehtävä)
- in Svezia il 4 ottobre 1937 (Mannen hon Älskade)
- in Danimarca il 29 novembre 1937 (Under fire øjne)
- in Germania nel 1938 (Unter vier Augen)
- in Portogallo il 16 febbraio 1938 (Ordens Secretas)
- negli Stati Uniti il 1º febbraio 1949 (redistribuzione)
- in Austria (Unter vier Augen)
- in Belgio (Sa dernière chance)
- in Brasile (A Força do Coração)
- in Spagna (La contraseña)
- nel Regno Unito (His Affair)
- in Grecia (Brosta sto ikrioma)
- in Israele (Ze Ha-Sod Sheli)
- in Italia (Sigillo segreto)
- in Jugoslavia (Tajna lepog porucnika)

## Critica
Secondo il Morandini è un "film Fox di routine, narrativamente ineccepibile e notevole" per la ricostruzione dell'ambientazione.